# Rue Paul-Vaillant-Couturier (Clamart)
Pour les articles homonymes, voir Rue Paul-Vaillant-Couturier.
La rue Paul-Vaillant-Couturier est une voie de communication située à Clamart dans les Hauts-de-Seine.

## Situation et accès
Cette rue commence son tracé place Marquis, où se rencontrent la rue des Rochers, l'avenue Adolphe-Schneider, la rue du Président-Roosevelt et l'avenue Henri-Barbusse. Se dirigeant vers l'est, elle croise notamment la rue du Trosy, l'avenue Jean-Jaurès puis l'avenue Victor-Hugo, et se termine au carrefour de la rue de Châtillon, de la rue Gabriel-Péri, de la rue Chef-de-Ville, de l'avenue Jean-Baptiste-Clément et de la rue Georges-Huguet. Elle est accessible par la gare de Clamart.

## Origine du nom
Son nom rend hommage à Paul Vaillant-Couturier, (1892-1937), écrivain, journaliste et homme politique français, cofondateur du Parti communiste français.

## Historique

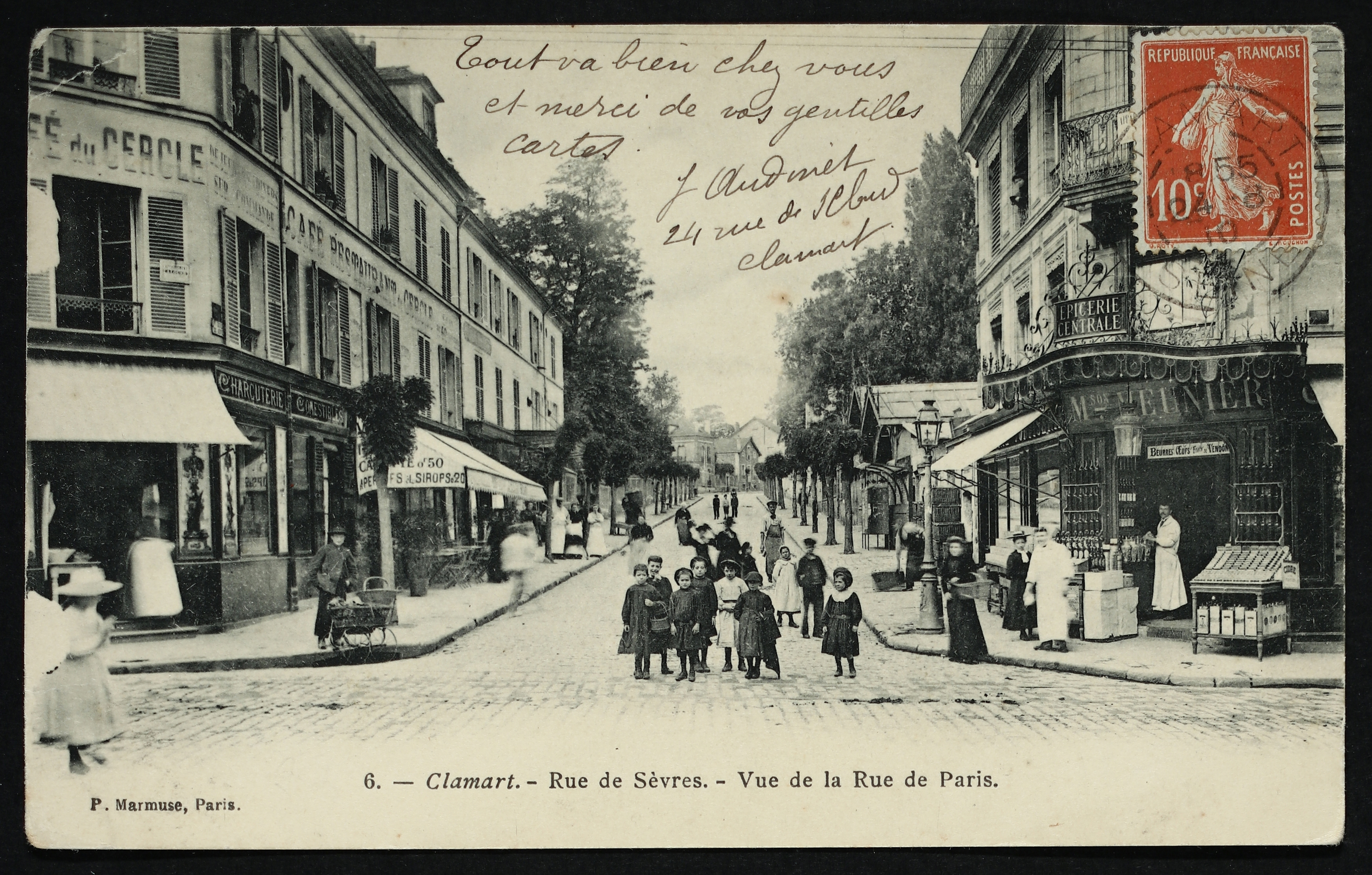
La rue de Sèvres vue de la rue de Paris, aujourd'hui avenue Jean-Jaurès.

Cette  voie de communication s'appelait rue de Sèvres jusque dans les années 1930.
Le 24 août 1944, lors de la Libération de Paris, la 2e division blindée passe à cet endroit, se dirigeant vers la place Marquis,.

## Bâtiments remarquables et lieux de mémoire
- Théâtre Jean-Arp, créé en 1977.
- Marché du Trosy.

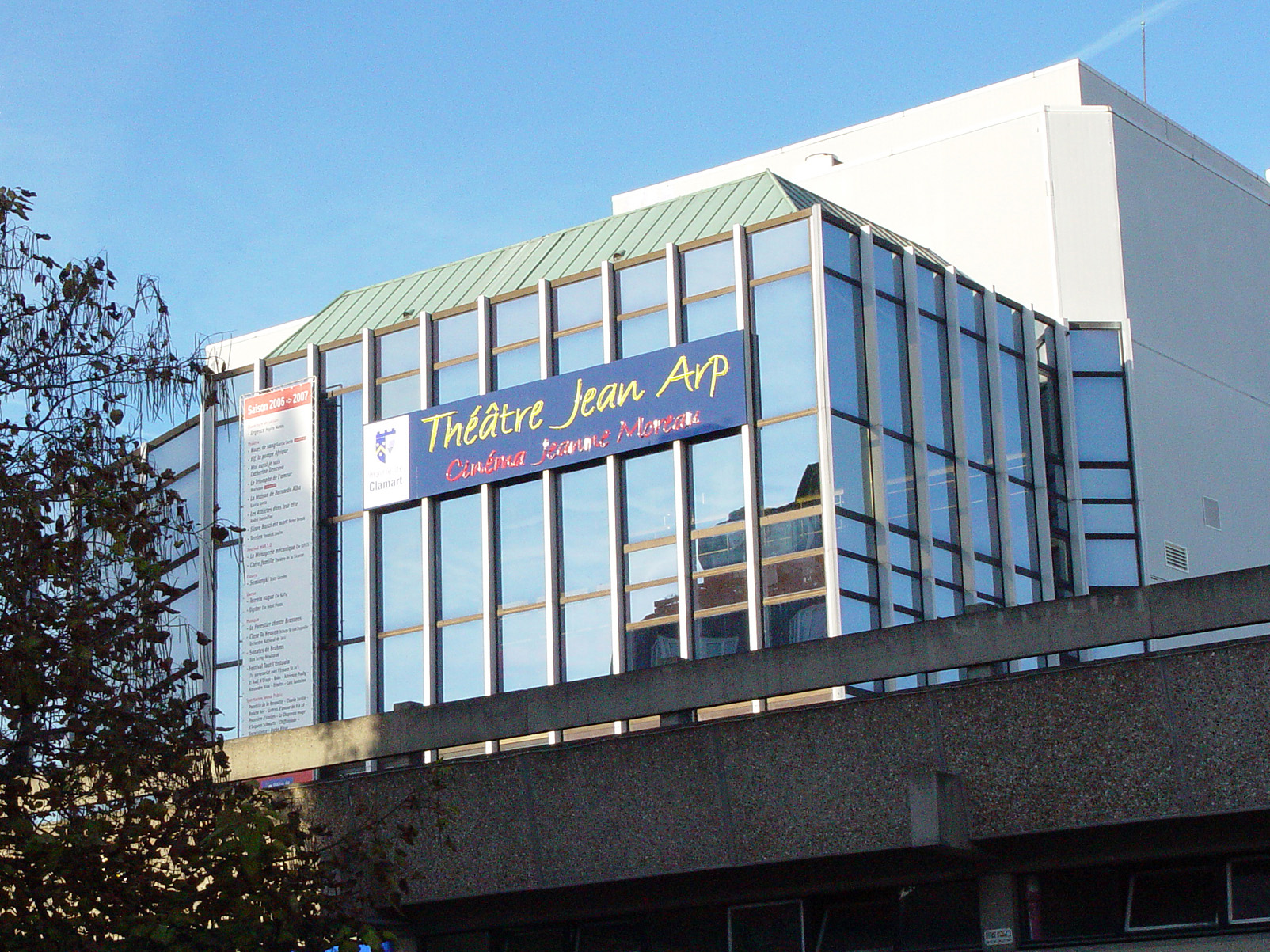
Le théâtre Jean-Arp en 2006.

- Au no 16, un immeuble datant de la fin du XIXe siècle et inscrit à l'inventaire général du patrimoine culturel[5].
- Au no 28, se trouvait en 1884 un restaurant à l'enseigne Chez Ancelin, où se retrouvaient littérateurs et journalistes de l'époque, tels Alphonse Allais, Caran d'Ache, Jules Lévy[6].
- Au no 46 a vécu en 1863 l'écrivain Alphonse Daudet, dans une maison de la cité des Pavillons surnommée « La Communauté de Clamart », partagée avec des amis. Il y écrivit les treize premières Lettres de mon Moulin[7],[8].
- Parc de la Maison-Blanche, conçu dans les années 1830[9].